# صموئيل عزيز
صموئيل عزيز (بالسويدية: Samuel Aziz)‏ (5 يوليو 1991 بهلسينغبورغ في السويد - ) هو لاعب كرة قدم سويدي في مركز الهجوم. شارك مع منتخب السويد تحت 17 سنة لكرة القدم ومنتخب السويد تحت 19 سنة لكرة القدم. أما مع النوادي، فقد لعب مع نادي سيريانسكا ونادي هلسينغبورغ وHuddinge IF ‏ وIF Limhamn Bunkeflo (men) ‏ وفاربرغس بويس ‏ وHöganäs BK ‏ وÄngelholms FF ‏ وHögaborgs BK ‏ ونادي لاندسكرونا ‏.

## وصلات خارجية
- صموئيل عزيز على موقع اتحاد السويد (السويدية)
- صموئيل عزيز على موقع قاعدة بيانات كرة القدم.إي يو (الإنجليزية)
- صموئيل عزيز على موقع Soccerway.com (الإنجليزية)
- صموئيل عزيز على موقع عالم كرة القدم.نت (الإنجليزية)